# خليج بورت فيليب

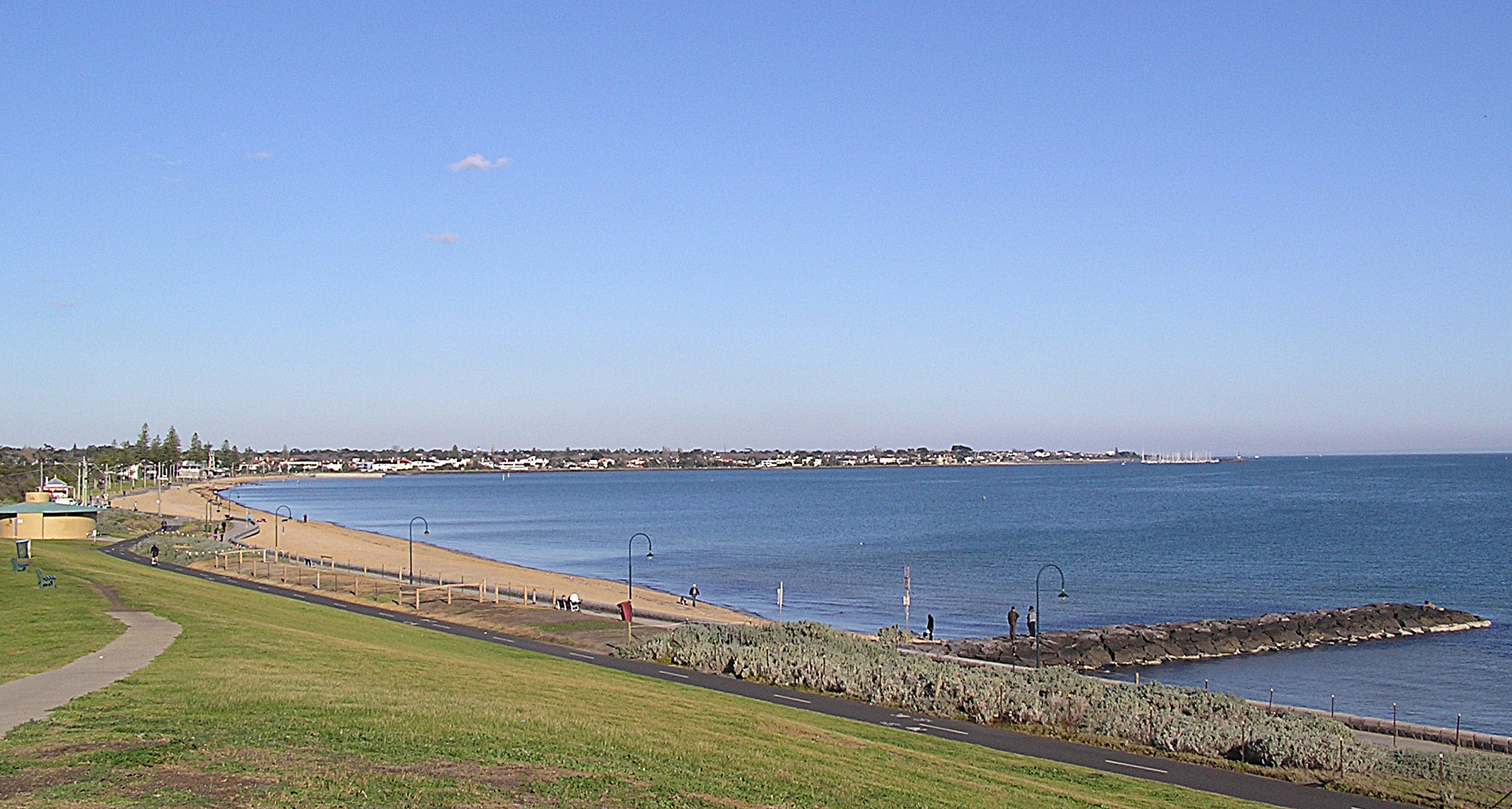
شاطئ خليج بورت فيليب

خليج بورت فيليب هو خليج كبير في جنوب فيكتوريا في أستراليا، تقع على رأسه مدينة ملبورن عاصمة ولاية فيكتوريا الأسترالية, يغطي الخليج مساحة 1930 كيلومتراً مربعا بما يعادل 480000 فدان ويمتد الشاطئ نحو 264 كلم (164 ميل), ورغم كبر مساحتها فإنها قليلة العمق حيث يصل أعمق جزء منها إلى 24 متراً فقط بما يعادل 79 قدماً، وأكثر هذه المساحة يبلغ عمقها حوالي 8 أمتار (26 قدما), كما يبلغ حجم المياه في خليج بورت فيليب نحو 25 كلم مكعب (6.0 متر مكعب ميل).

## أكتشاف خليج بورت فيليب
كان الملازم أول جون موراي أول من دخل خليج بورت فيليب في 15 فبراير 1802م، ثم تلاه ماثيو فليندرز في وقت لاحق من العام نفسه. وقام المسَّاح العام تشارلز جرايمز الذي وصل إلى المنطقة في 20 يناير 1803م بمسح الأراضي التي تحيط بالخليج. وفي أكتوبر 1803م حاول المقدم ديفيد كولنز إنشاء مستعمرة عقابية بالقرب من سورينتو، ولكنه سرعان ما تخلى عن ذلك بعد أن تمكن اثنان من المحكوم عليهم من الهروب. جاب أحدهما وهو ديفيد جبسون المنطقة قبل أن يعود إلى كولنز. أما الثاني وهو وليم بكلي فقد سافر عن طريق الدوران حول الخليج مباشرة وعاش مع الأستراليين الأصليين في غربي جيلونج لمدة 32 عامًا.
وفي 29 مايو 1835م قام جون باتمان باكتشاف المنطقة، وعقد معاهدة مع الأستراليين الأصليين في ميري كريك، بالقرب من نورثكوت، التي تُشكل الآن إحدى ضواحي ملبورن. وحصل باتمان على 243,000 هكتار من الأرض، بما في ذلك موقعا ملبورن وجيلونج، وترك ثلاثة أوروبيين وخمسة من سكان نيو ساوث ويلز الأصليين لإنشاء حديقة في إندنتد هيد في شبه جزيرة بيلارين.

## الحياة الفطرية
تعد مياه وساحل خليج بورت فيليب موطنا لأنواع من الحياة مثل الحيتان، الدلافين، الشعاب المرجانية وأنواع كثيرة من الطيور بما فيها الطيور المائية والطيور المهاجرة الخواضون، نورس الفضة، البجع الأسترالي، نورس المحيط الهادئ، الأطيش الأسترالي والمهددة بالانقراض الببغاء.

## الأنهار
1. نهر يارا
2. نهر ماريبرنونج
3. نهر باترسون
4. نهر ليتل ريفر
5. نهر ويريبي.

## الجزر
1. جزيرة البجع
2. جزر الطين
3. جزيرة البط
4. جزيرة الجنوب قناة فورت (صناعية)
5. جزيرة عين البابا (صناعية)

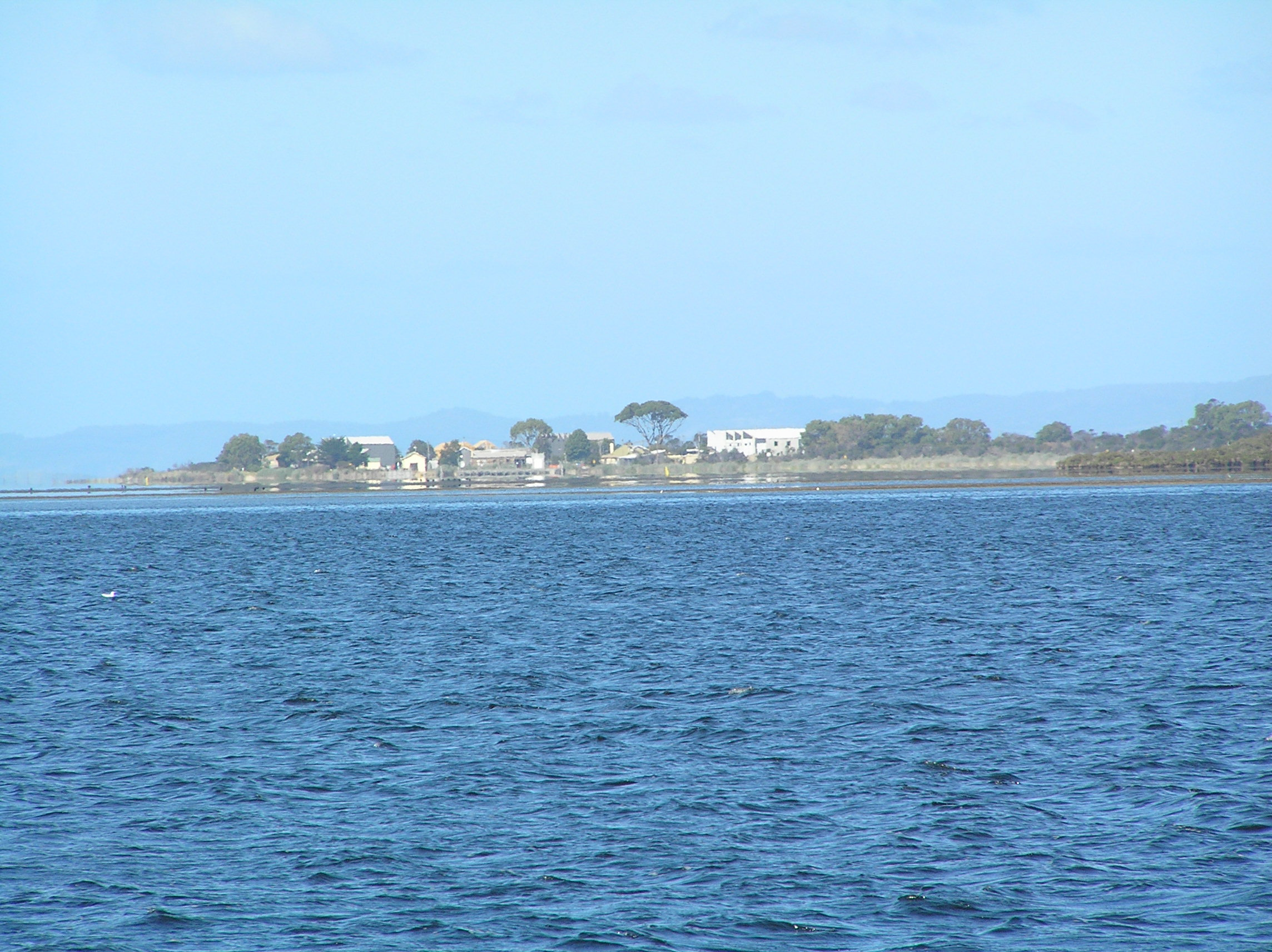
صورة لجزيرة البجع
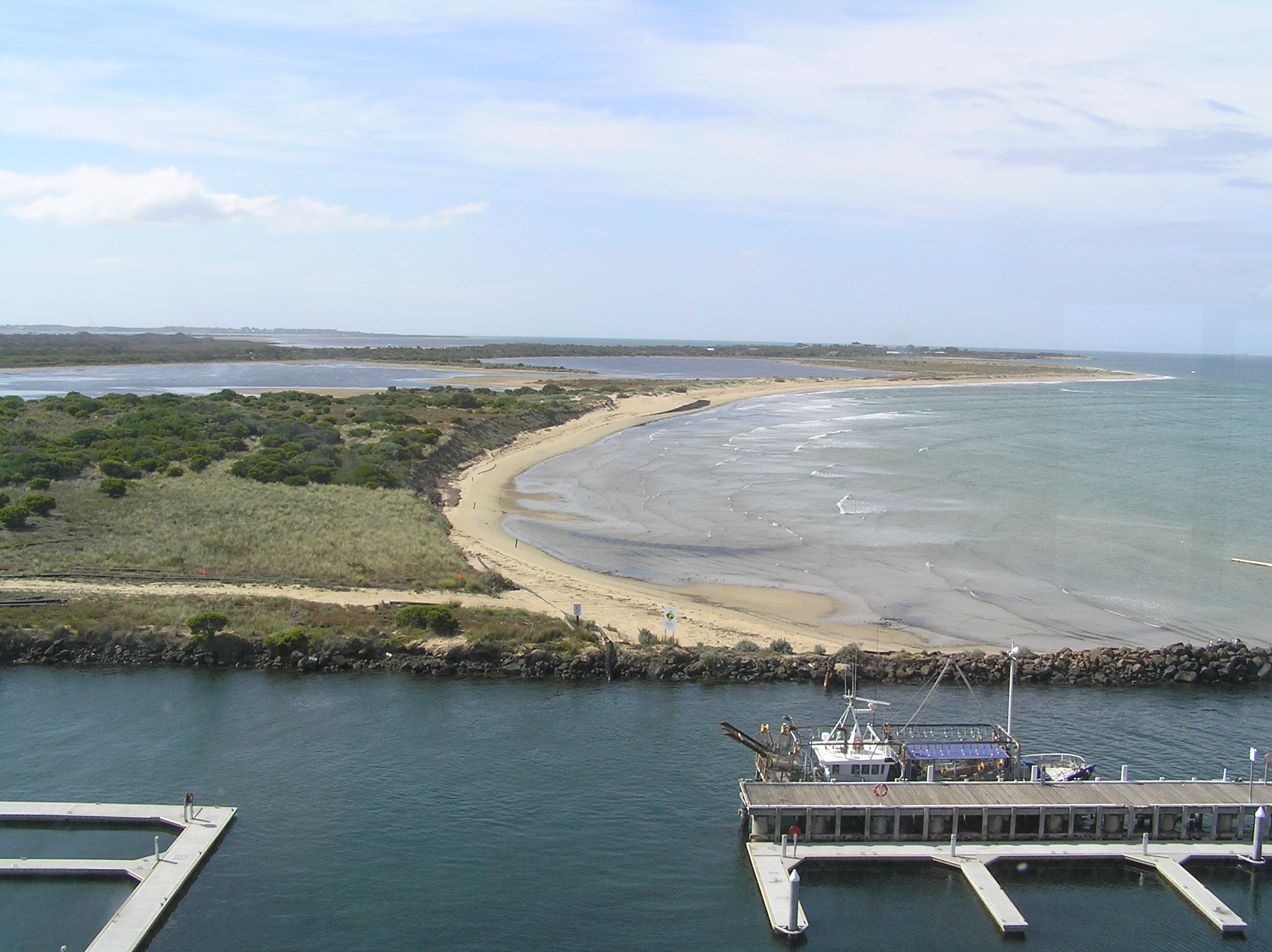
منظر في  جزيرة البجع
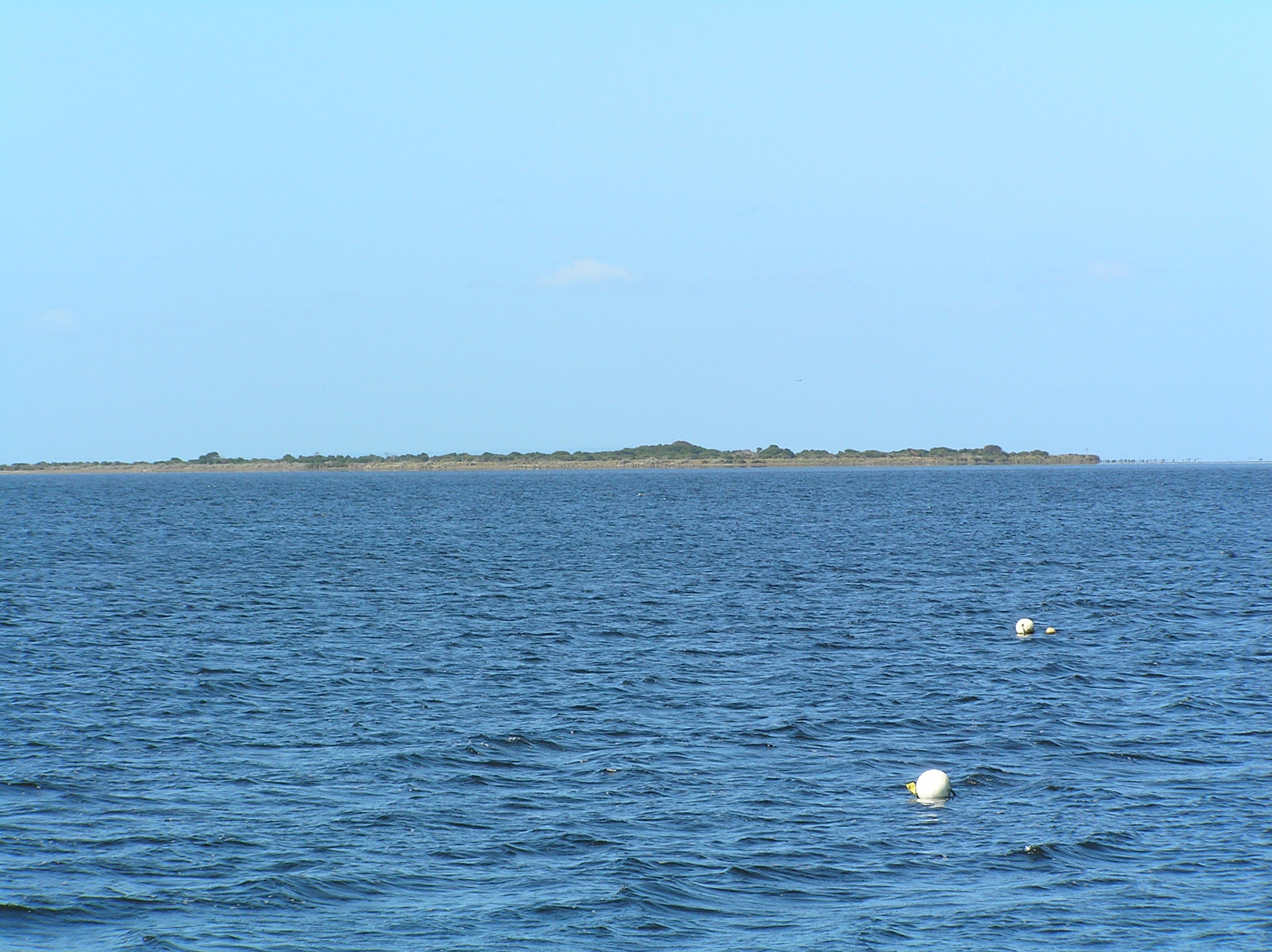
صورة لجزيرة البط
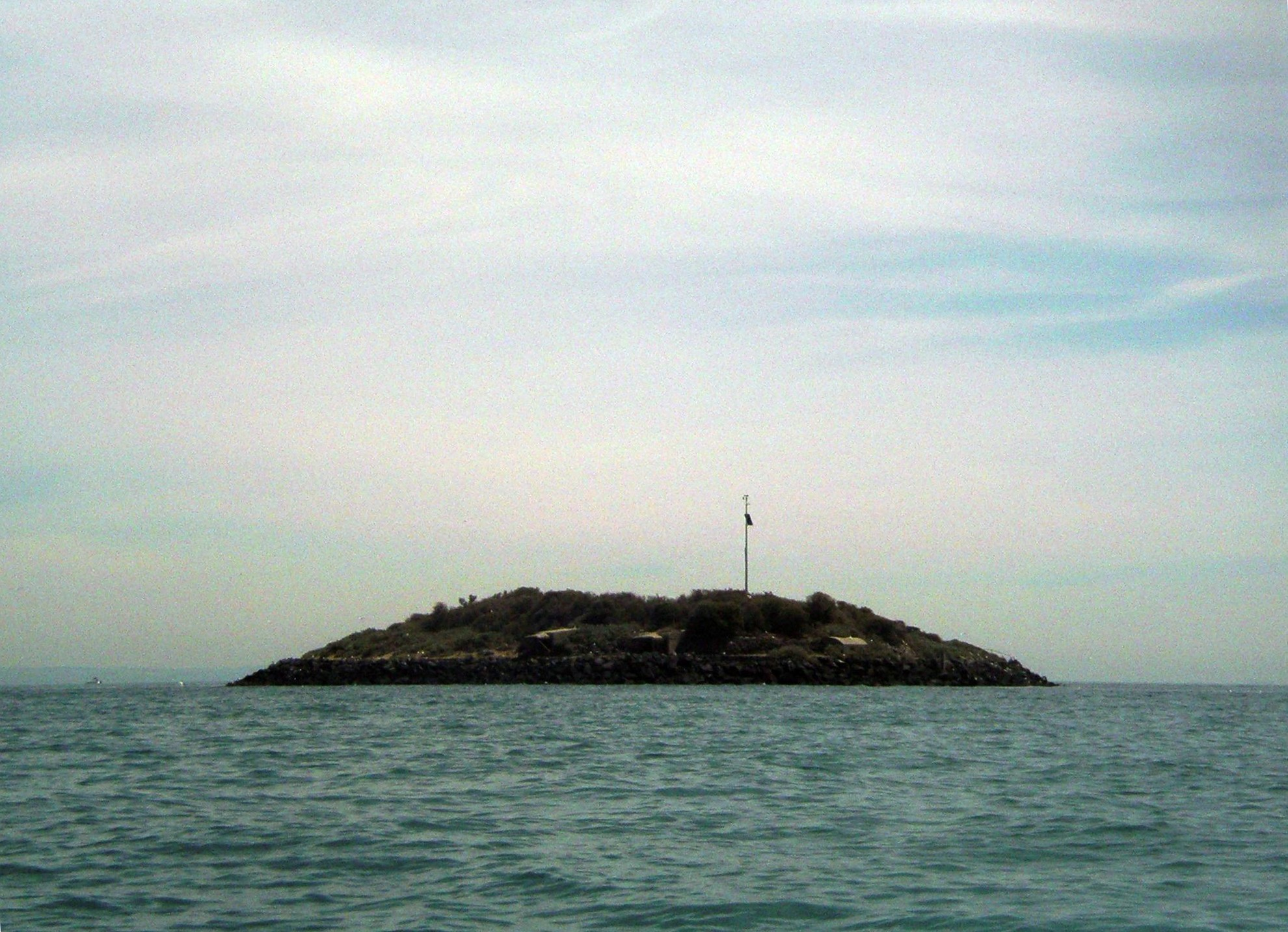
صورة لجزيرة الجنوب قناة فورت

## الجبال والتلال المحيطة بها
1. جبل ارثرز مقعد (ارتفاعة 314م)
2. جبل مارثا (ارتفاعة 160م)
3. تلال اليزا
4. تلال هيل أوليفر

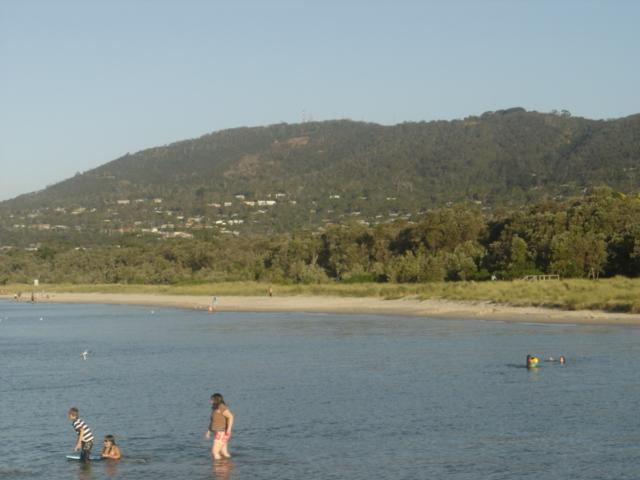
منظر لجبل ارثرز مقعد
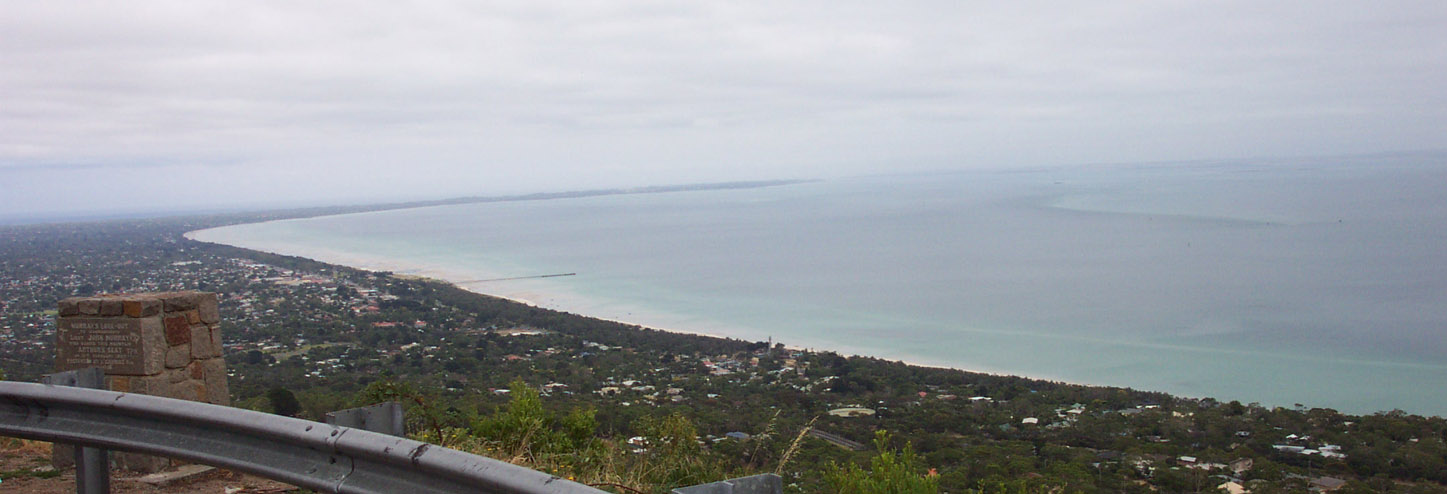
منظر من أعلى جبل ارثرز مقعد

## معالم وصور من خليج بورت فيليب

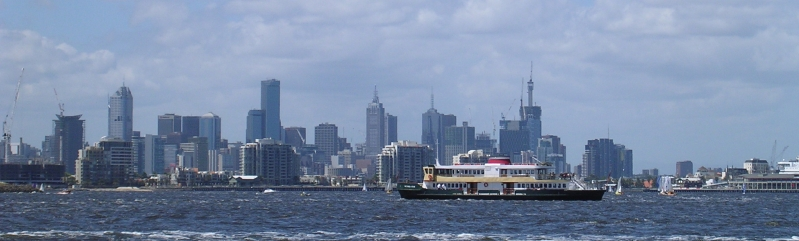
منظر لمدينة ملبورن من خليج بورت فيليب

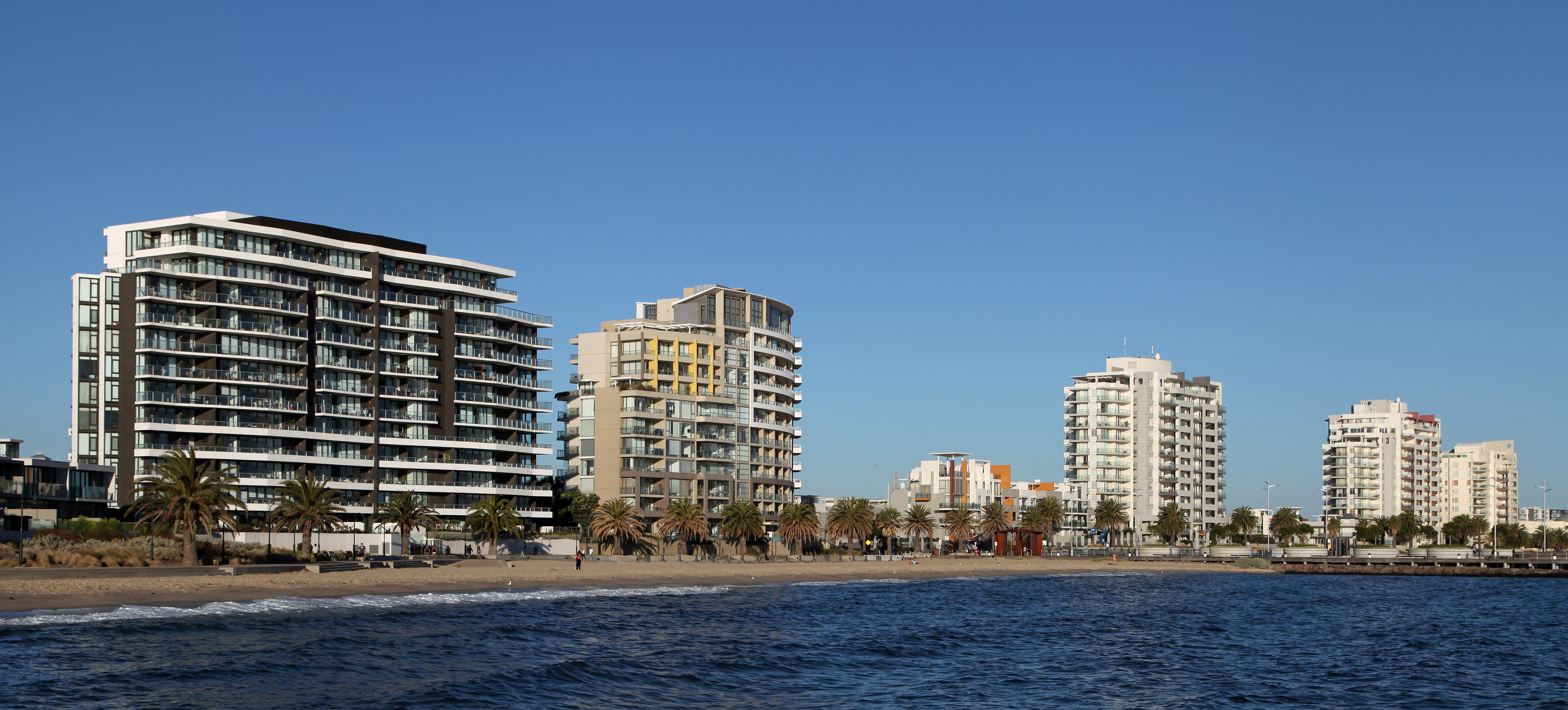
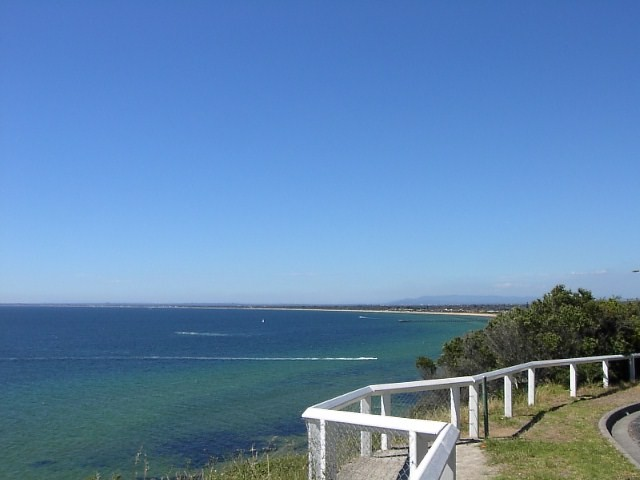
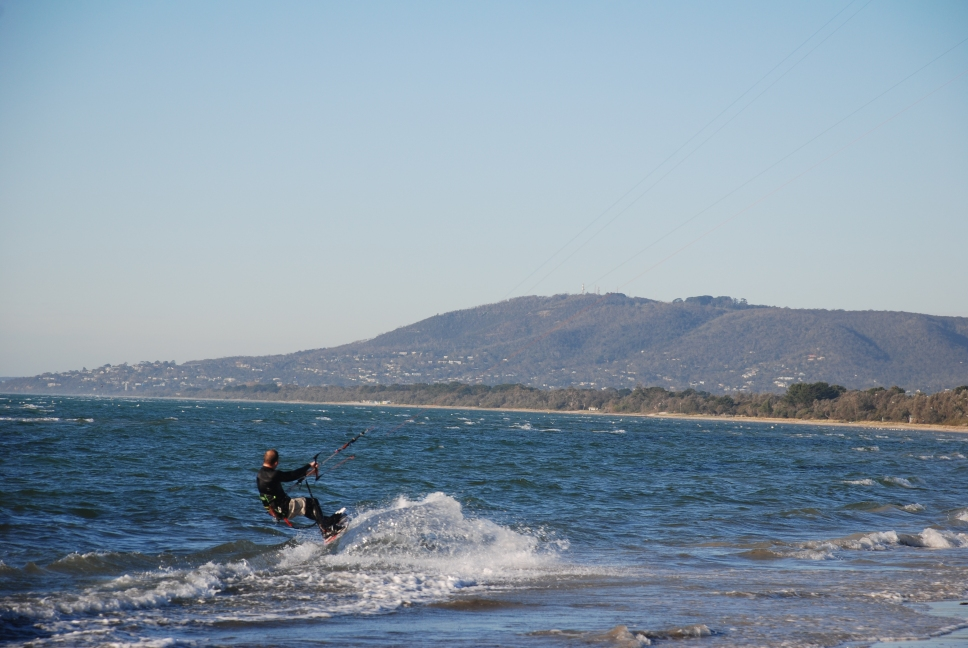
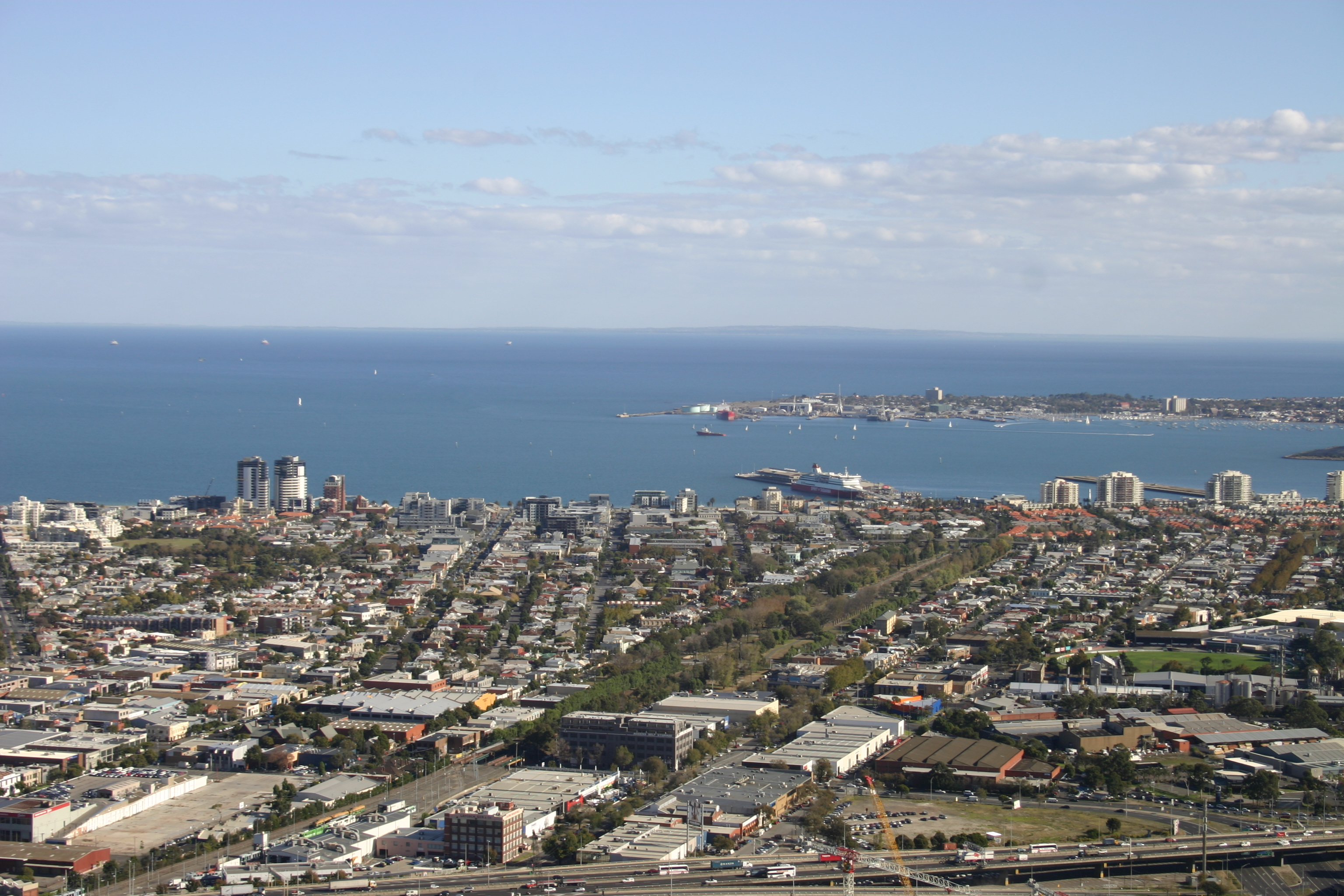
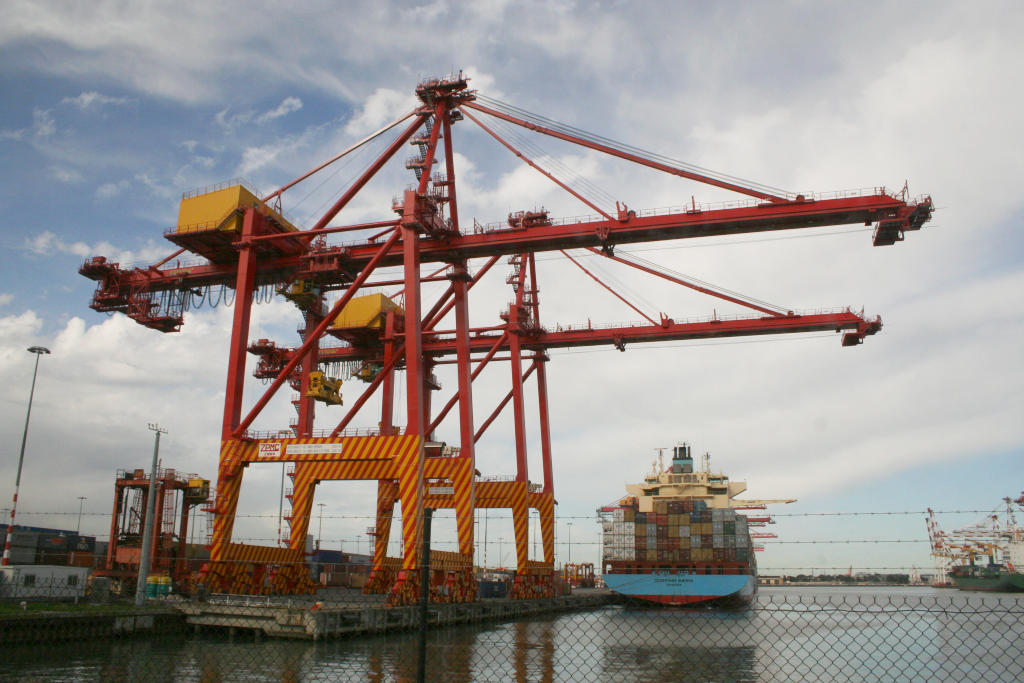
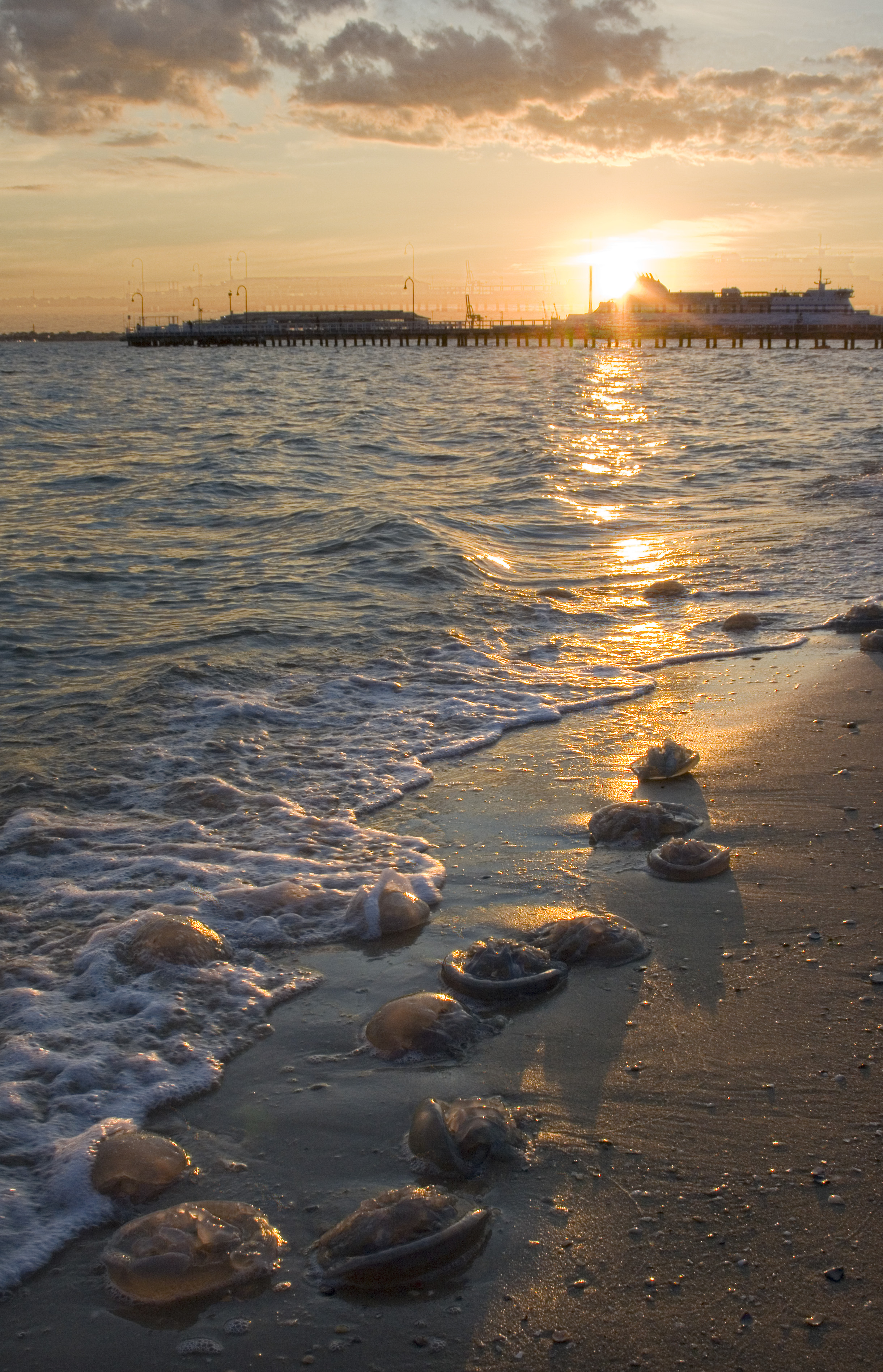
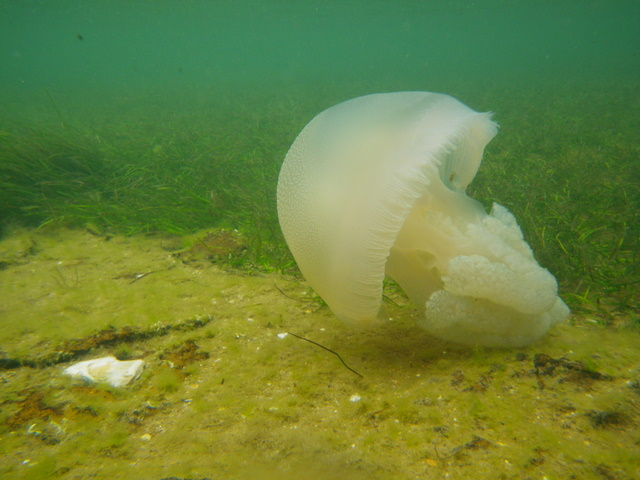
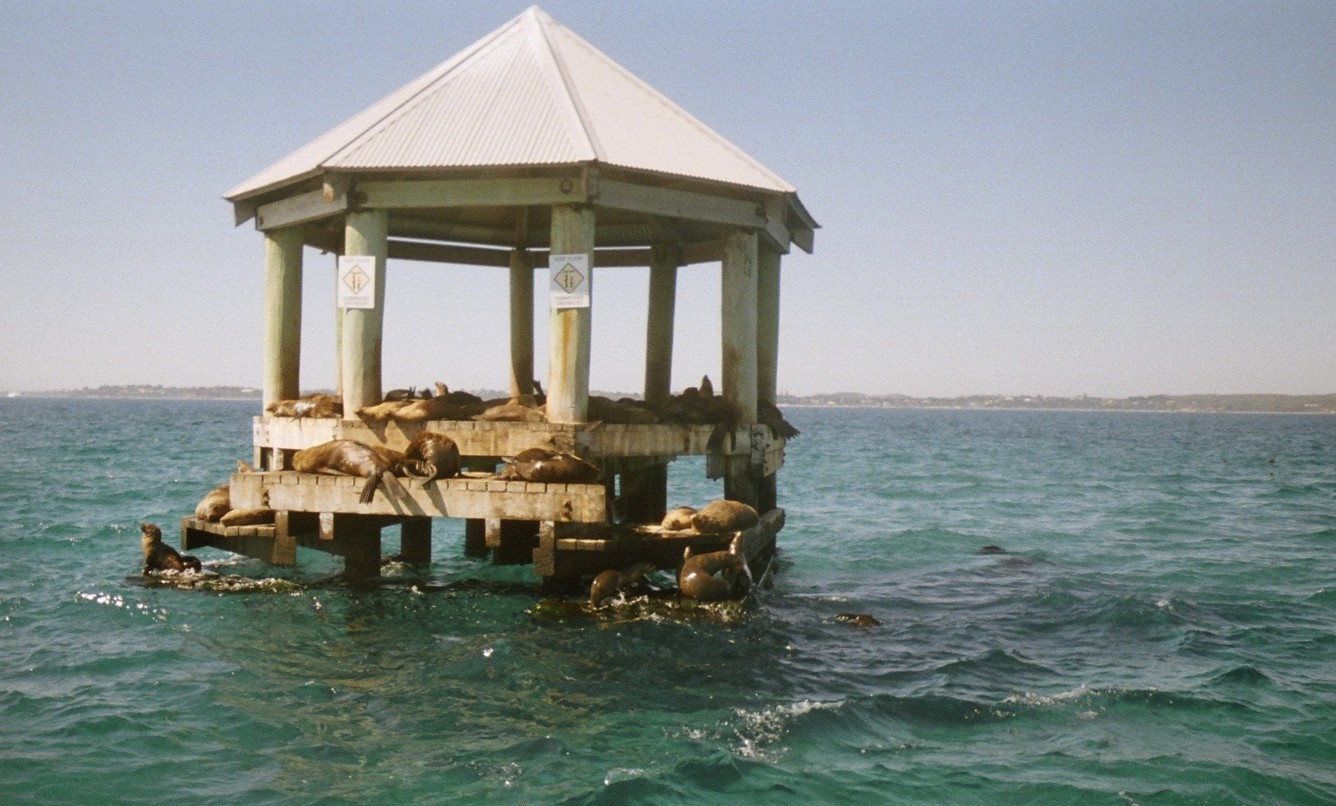
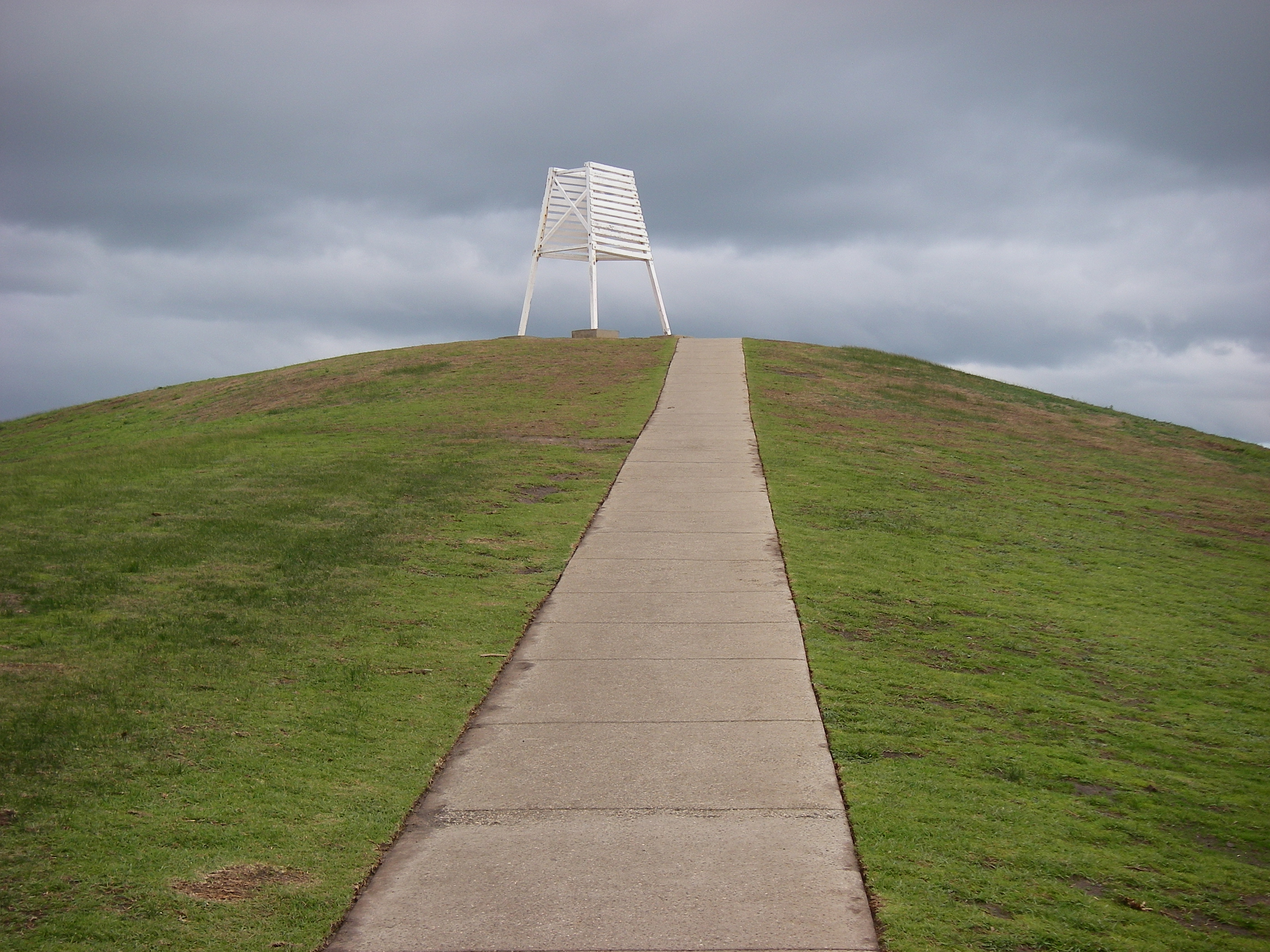
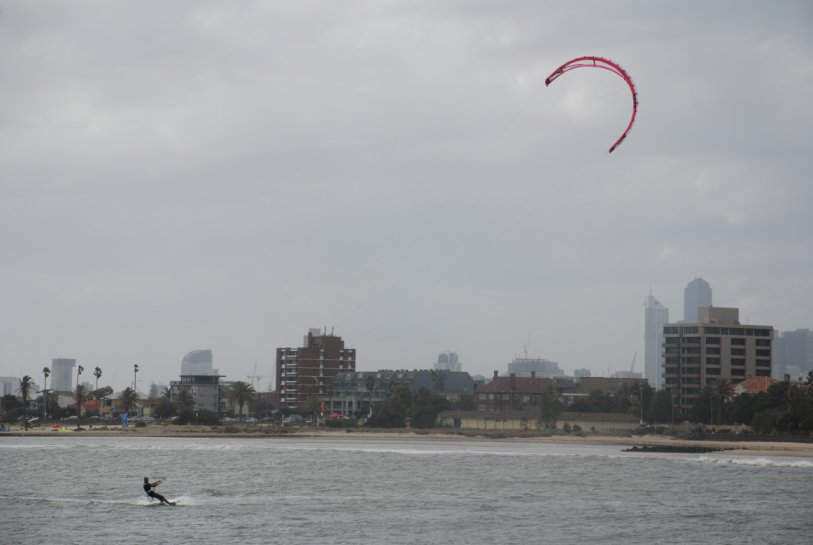

## البحيرات المحيطة
1. بحيرة ألبرت بارك ليك
2. بحيرة ليك
3. بحيرة فيكتوريا
4. بحيرة الملح
5. بحيرة بوري
6. بحيرة الأعراف
7. بحيرة حرم البحيرات
8. بحيرة الكرز